# Bitwa pod Bagdadem (1258)
Bitwa pod Bagdadem – oblężenie i zdobycie Bagdadu, stolicy kalifatu Abbasydów, przez mongolską armię Hulagu-chana w roku 1258 (656 A.H.).

## Kalifat Abbasydów i pojawienie się Mongołów na Bliskim Wschodzie
Od IX wieku Bagdad był stolicą kalifatu, teokratycznego państwa rządzonego przez dynastię Abbasydów, które w XIII wieku faktycznie kontrolowało jedynie tereny obecnego Iraku, ale nadal formalnie jego władca sprawował władzę nad wszystkimi muzułmanami, którzy uznawali jego zakorzeniony w kilkusetletniej tradycji religijny autorytet. W ciągu swojej historii Abbasydzi kilkakrotnie stawali się ubezwłasnowolnionymi marionetkami w rękach obcych dynastii sprawujących rzeczywistą władzę, takich jak Bujidzi czy Wielcy Seldżucy, lecz żadna z nich nie ośmieliła się zanegować ani samego istnienia kalifatu, ani tego że jest on związany z rodem Abbasydów. Lecz wraz z pojawieniem się na Bliskim Wschodzie Mongołów Abbasydzi stanęli przed zagrożeniem innego rodzaju, ci ostatni byli bowiem szamanistami, dla których bycie głową muzułmańskiej ummy nie posiadało żadnego szczególnego znaczenia.
W latach 1219–1221 Mongołowie podbili większość Chorezmu, straszliwie pustosząc jego terytorium, a następnie do roku 1231 posuwali się stopniowo w głąb Bliskiego Wschodu ścigając ostatniego władcę tego państwa, Dżalal ad-Dina. Już w roku 1230 Mongołowie zaczęli pustoszyć Irak, docierając do Irbilu w górnej Mezopotamii, a swoje najazdy ponawiali w latach następnych, dopóki nie zostali pokonani przez kalifa Al-Mustansira w roku 1238. Zwycięstwo to nie miało jednak trwałego znaczenia, w szczególności w świetle klęski jaką mongolski wódz Bajdżu w roku 1243 zadał anatolijskim Seldżukom pod Köse Dağ, co wydatnie wzmocniło pozycję Mongołów w regionie. Już w roku 1245, i ponownie w latach 1249–1250 przeprowadzili oni zbrojne zagony w głąb Mezopotamii, które zagroziły samemu Bagdadowi.

## Wyprawa Hulagu-chana

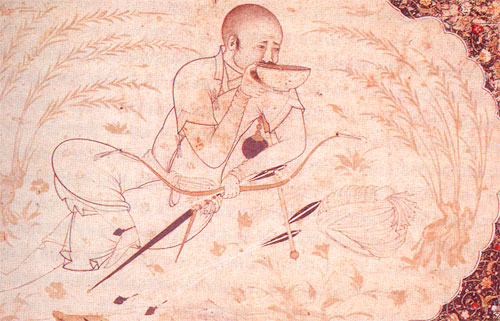
Hulagu odpoczywający po polowaniu, średniowieczny manuskrypt z British Museum.

Na kurułtaju w roku 1253 wielki chan Mongke postanowił wysłać armię pod wodzą Hulagu-chana z zadaniem ostatecznego podboju Bliskiego Wschodu. Przed Hulagu postawiono trzy zasadnicze cele: oprócz podboju Iranu miał on zniszczyć nizarytów oraz uśmierzyć buntowniczych Kurdów oraz ich krewniaków, Lurów. Kalifa miał zaatakować tylko wtedy, gdyby ten nie chciał podporządkować się Mongołom i odmówił wykonywania ich poleceń. Na drodze ogromnej armii Hulagu, której dokładną wielkość trudno oszacować, pobudowano mosty, wyznaczono brody, zapewniono wyżywienie dla ludzi i zwierząt. M. in. wytyczono dla armii pas na stepach wzdłuż jej przemarszu z przeznaczeniem na pastwiska dla koni. Na tereny niepodlegające Mongołom Hulagu przybył dopiero w roku 1256, i od kwietnia do grudnia tego roku zdobywał kolejne ośrodki nizarytów, z ich najważniejszą twierdzą Alamut włącznie, tak że sekta właściwie przestała istnieć.
Jeszcze przed uderzeniem na nizarytów Hulagu skierował do muzułmańskich władców następujące orędzie: Zgodnie z jarłykiem kagana idziemy z zamiarem zburzenia twierdz heretyków i przepędzenia tej hałastry. Jeśli wy, przybywszy osobiście, udzielicie pomocy i wsparcia wojskiem, orężem i spyżą, [wasze] włości, drużyny i domostwa będą wam pozostawione, a gorliwość wasza spotka się z aprobatą. Jeżeli zaś okażecie zaniedbanie w spełnieniu [tych powinności] i zlekceważycie [je], wówczas gdy tylko siłą Najwyższego Pana skończymy z ich sprawą, nie wysłuchując usprawiedliwień zwrócimy się przeciwko wam; z waszymi posiadłościami i sadybami stanie się to samo, co z [domostwami] tychże. Większość bliskowschodnich władców zastosowała się do tego wezwania, lecz kalif poprzestał jedynie na samej deklaracji posłuszeństwa. Teraz Hulagu wysłał do kalifa pismo wyrzucające mu że za jego deklaracją nie poszły żadne czyny, i wzywające go do zburzenia umocnień stolicy i osobistego stawienia się przed nim lub wydelegowania trzech głównych dostojników kalifatu: wezyra, hadżiba (wysoki urzędnik dworski) i dawatdara (wysoki urzędnik kancelarii). Kalif Al-Mustasim, panujący od roku 1242, odpowiedział na to wezwanie pismem akcentującym wyższość Abbasydów nad Mongołami oraz wzywającym ich do wejścia na drogę przyjaźni z kalifatem w celu uniknięcia nieuchronnej w odmiennym wypadku klęski. Jednocześnie przystąpiono do mobilizacji ochotników gotowych walczyć pod sztandarami Abbasydów w obronie islamu, jednak wkrótce trzeba ich było rozpuścić, kalif bowiem odmówił opłacenia ich utrzymania ze swojej szkatuły. Jednocześnie na kolejne ultimatum Hulagu odpowiedział wysłaniem dwóch posłów z orędziem odwołującym się do historii Abbasydów, które miało uzasadniać tezę, że targnięcie się na ich władzę zawsze oznaczało nieszczęście dla tego kto ośmielił się tego dokonać.
Orędzie to odniosło skutek odwrotny od zamierzonego, bowiem to właśnie wtedy Hulagu ostatecznie postanowił o przedsięwzięciu wyprawy przeciwko kalifowi. Przedtem zamówił jednak horoskop u astrologa Husama al-Dina, który przepowiedział mu szereg plag w razie ataku na kalifat. Ponieważ było to sprzeczne z intencjami mongolskiego wodza, zamówił on następny horoskop u astrologa Nasir ad-Dina, który zanegował przepowiednię Husama i stwierdził, że Hulagu zastąpi kalifa. Ostatecznie doszło do otwartej polemiki pomiędzy astrologami, która przybrała formę dyskusji na temat tego czy historia Abbasydów potwierdza ich niezwyciężoność. Jej rezultat zadowolił chana, który po raz ostatni wezwał kalifa do osobistego stawienia się przed nim, a na zawarte w jego odpowiedzi wyrzuty i wezwania do wycofania się z jego państwa, odpowiedział, że nie po to przebył taką drogę, żeby teraz powrócić nie ujrzawszy go. Teraz wojska Hulagu zaczęły posuwać się w kierunku Bagdadu, a odpowiedź chana dla kolejnej misji kalifatu była krótka: Jeżeli kalif gotów jest się poddać, niechaj wychodzi, a jeśli nie, to niechże będzie gotowy walczyć.. W grudniu 1257 roku Mongołowie przybyli pod Bagdad i pod dowództwem Bajdżu i Buki Temüra niemal doszczętnie zniszczyli armię (złożoną w większej mierze z ochotników z miasta), która początkowo zatrzymała pochód ich awangardy, odcinając jej odwrót poprzez przerwanie wielkiej tamy i zatopienie stepu na jej tyłach.

## Oblężenie Bagdadu

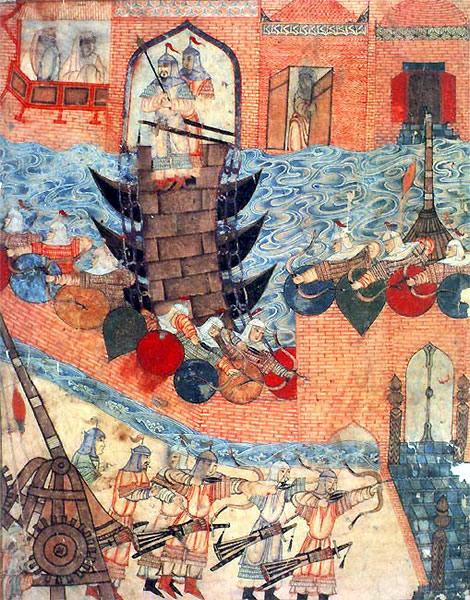
Mongołowie oblegają Bagdad – ilustracja z ok. 1303 roku

Teraz armia Hulagu mogła przystąpić do oblężenia, stopniowo otaczając miasto pierścieniem swoich wojsk i wałem. Tymczasem gdy Mongołowie podeszli pod Bagdad, kalif udawał beztroskę i niewzruszony przyglądał się tańcom swoich niewolnic, dopóki jednej z nich nie przebiła mongolska strzała. 29 stycznia 1258 (22 muharrama 656 A.H. według kalendarza muzułmańskiego) armia Hulagu rozpoczęła szturm miasta i dokonała wyłomu w Bramie Cudzoziemskiej. Wtedy Al-Mustasim wyprawił do chana wezyra, przekazując: Władca polecił mi przysłać wezyra. Słowa dotrzymałem posyłając go. Godzi się, ażeby władca dotrzymał swojego słowa.. W odpowiedzi Hulagu stwierdził jednak, że taki warunek stawiał w Hamadanie, obecnie zaś zmuszony jest walczyć pod Bagdadem. Przybyłą następnego dnia kolejną delegację Mongołowie zawrócili. Przez kolejne sześć dób toczyły się zacięte walki. W tym czasie mongolski wódz kazał sporządzić sześć jarłyków, mówiących: Oszczędzimy kadich, uczonych, szajchów [mistrzów sufickich], potomków Alego, arkaunów [tj. chrześcijan] i tych ludzi, którzy zaniechają z nami walki. Pisma owe zaczepiono do strzał i z sześciu stron wystrzelono je w kierunku miasta. Gdy zabrakło kamieni, Mongołowie zaczęli miotać na mury Bagdadu palmy. Pierwszego lutego zburzono doszczętnie Bramę Cudzoziemców. W trzy dni później armia Hulagu wdarła się na mury miejskie, spychając z nich obrońców. Nocą natomiast inne jej oddziały sforsowały obwarowania stolicy kalifatu wzdłuż całej wschodniej strony.

## Zagłada Bagdadu i koniec kalifatu
Wkrótce Mongołowie przerzucili przez Tygrys, poniżej i powyżej Bagdadu, dwa pomosty, na których ustawiono miotacze kamieni, tak żeby nikt nie mógł wydostać się z miasta. Dzięki temu wojskom mongolskim udało się zatrzymać próbującego uciec rzeką dawatdara, co odebrało nadzieję na wydostanie się ze stolicy reszcie abbasydzkich dostojników. Al-Mustasim zrozumiał swoją beznadziejną sytuację i oznajmił swojemu otoczeniu że poddaje się. Najpierw wyprawił jednak do Hulagu dwóch posłów z bardzo nędznymi prezentami, co jego zdaniem miało oznaczać, że ma w swoim ręku jeszcze jakieś nieznane Mongołowi atuty. Misja ta powróciła z niczym, podobnie zresztą jak dwie kolejne, w których brali udział najpierw średni, a potem starszy syn kalifa – ten wraz z wezyrem. Jednak powracającym z nieprzyjacielskiego obozu ostatnim wysłannikom Abbasydy towarzyszyli posłowie Hulagu (w tym Nasir ad-Din), którzy zażądali przybycia do niego hadżiba i dawatdara – miano im wystawić jarłyk i pajdzę (wbrew tym gwarancjom zostali oni jednak straceni 18 lutego). Po ich przybyciu 7 lutego do mongolskiego obozu Hulagu odesłał ich do Bagdadu z poleceniem wyprowadzenia z niego podlegających im oddziałów, które rzekomo miały być skierowane przeciwko Syrii i Egiptowi. Do opuszczających stolicę oddziałów przyłączyły się rzesze jej cywilnych mieszkańców, którzy zostali jednak rozdzieleni pomiędzy poszczególne jednostki mongolskiej armii i wycięci w pień.
Wkrótce Hulagu wysłał Nasir ad-Dina by ten obiecał ludności darowanie życia. Mongołowie wyprowadzili wtedy kolejne jej grupy, nie napotykając żadnego oporu. Wtedy właśnie, w niedzielę 10 lutego 1258 roku (4 safara 656 A.H.) kalif zdecydował się stawić w końcu w obozie chana. Wraz z nim przybyło trzech synów i trzy tysiące ludzi z elity miasta. Rashid ad-Din pisze: On [tj. kalif] ujrzał Hulagu-chana, a władca [tj. Hulagu] nie okazał żadnego gniewu, lecz łaskawie i uprzejmie zapytał [o zdrowie], a następnie podpowiedział kalifowi: "Powiedz, ażeby mieszkańcy miasta złożyli broń i wyszli, abyśmy mogli ich zarejestrować". Kalif wysłał do miasta [ludzi], aby wezwali mieszkańców do złożenia broni i wymarszu. Ludzie wychodzili całymi rzeszami, złożywszy broń, a Mongołowie zabijali ich..
W środę 13 lutego Mongołowie weszli do Bagdadu i podpalili większość domów. Ocalały jedynie budynki należące do tych grup, które znajdowały się pod ochroną mongolskiego władcy według jego jarłyku, a także Żydów. 15 lutego Hulagu wkroczył do Bagdadu i rozbił obóz w pałacowym kompleksie Abbasydów, gdzie wydał ucztę z okazji odniesionego zwycięstwa, podczas której kazał sprowadzić kalifa. Według Rashida ad-Dina: [Hulagu] powiedział: "Jesteś gospodarzem, a my jesteśmy gośćmi. Pokaż więc, co masz dla nas odpowiedniego". Kalif zrozumiał prawdę tych słów, zadrżał z trwogi i tak się przestraszył, iż nie mógł sobie przypomnieć, gdzie są klucze od skarbca. Rozkazał więc wyłamać kilka zamków i dostarczył usłużnie dwa tysiące chałatów, dziesięć tysięcy dinarów i pewną liczbę rzadkich przedmiotów, ozdobionych drogocennymi kamieniami i perłami. Hulagu-chan nie poświęcił im uwagi, rozdał wszystko emirom i osobom towarzyszącym i rzekł do kalifa: "Bogactwa, które nagromadziłeś na ziemi, są oczywiste i należą się moim sługom, ty zaś powiedz o ukrytych skarbach – jakie one są i gdzie są". Kalif przyznał się do [istnienia] zbiornika wodnego, pełnego złota, pośrodku pałacu. Rozkopano go i ukazało się w nim pełno czerwonego złota, całego w sztabach po sto miskali. [...] Nocną porą Hulagu-chan powrócił na kwaterę i przed świtaniem rozkazał, ażeby Sundżak udał się do miasta i przejął całe mienie kalifa i odesłał go [z miasta]. Krótko mówiąc, wszystko, co nagromadzono w ciągu 600 lat, ułożono obok kwatery chana. Większą część czczonych miejsc, jak katedralny meczet kalifów, grobowiec Musy Dżawada – pokój niech będzie z nim, i krypty grobowe [Ar]-Rusafy zostały spalone.
Pozostali przy życiu mieszkańcy Bagdadu zwrócili się do Hulagu z prośbą o darowanie im życia. Tym razem została ona spełniona. Fetor rozkładających się zwłok ludzi i zwierząt sprawił, że 20 lutego Mongołowie opuścili miasto i rozbili obozy w pobliskich miejscowościach. Tego samego dnia na rozkaz Hulagu zamordowano kalifa i niemal wszystkich członków rodu Abbasydów. Ocalał młodszy syn Al-Mustasima, któremu następnie dano za żonę Mongołkę i odesłano do stolicy Hulagu, Maraghi. W kronikach istnieją pewne rozbieżności co do sposobu w jaki Mongołowie zadali śmierć kalifowi. Większość z nich jednak zgadza się co do tego, że został on uduszony lub zadeptany, najprawdopodobniej zawinięty w dywan, wykluczający kontakt z trzema żywiołami – powietrzem, ziemią i wodą. Mongołowie żywili bowiem mimo wszystko pewien respekt przed kalifem, jako wielkim szamanem sprzymierzonym z siłami kosmicznymi. Bagdad został niemal zrównany z ziemią, a większość z jego kilkuset tysięcy mieszkańców została wymordowana. Zniszczono lub splądrowano niemal wszystko co przedstawiało jakąkolwiek wartość – od Wielkiej Biblioteki Abbasydów, która zawierała bezcenne dokumenty i książki, po miejskie pałace, meczety, madrasy itd. Także zdecydowana większość zwykłych budynków mieszkalnych została spalona. Według Marka M. Dziekana: "O skali zniszczeń świadczy nawet dzisiejszy Bagdad, w którym pomimo dawnej świetności trudno znaleźć zabytki będące świadkami splendoru «złotego wieku islamu»". Najeźdźcy unicestwili przy tym nie tylko Bagdad, ale także pielęgnowany przez tysiąclecia system irygacyjny, stanowiący podstawę rolnictwa Mezopotamii, co spowodowało upadek gospodarczy regionu.

## Znaczenie bitwy
Zniszczenie Bagdadu i szerzej związane z kampaniami mongolskimi spustoszenie muzułmańskiego Bliskiego Wschodu oznaczały koniec jego ekonomicznej i kulturalnej świetności. Nigdy nie odzyskał on już swojego dawnego światowego znaczenia, co było spowodowane także późniejszą rabunkową gospodarką i wojnami jego mongolskich władców, Ilchanidów i Timurydów. W sposób szczególnie dotkliwy ten upadek był widoczny w przypadku Iraku, gdzie został zniszczony istniejący od kilku tysiącleci system gospodarczy – Mezopotamia nigdy nie stała się już tym dominującym w regionie ośrodkiem cywilizacyjnym, jakim była dotąd nieprzerwanie od ponad czterech tysięcy lat. Jej dalsze dzieje to aż do XX wieku historia mało znaczącej prowincji, kolejno okupowanej przez obce imperia. Świat islamu przeżył również niebywały szok w związku z brutalnym unicestwieniem kalifatu przez Mongołów. Wszystkie próby restauracji kalifatu były nieudane, i odtąd muzułmanie musieli sobie radzić bez jednoczącego ich duchowego przywódcy.